# Rhabdomastix minima
Rhabdomastix minima là một loài ruồi trong họ Limoniidae. Chúng phân bố ở miền Australasia.